# Portmarnock
Portmarnock (iriska: Port Mearnóg) är en ort i republiken Irland.   Den ligger i provinsen Leinster, i den östra delen av landet, 12 km nordost om huvudstaden Dublin. Portmarnock ligger 4 meter över havet och antalet invånare är 9 285.
Terrängen runt Portmarnock är platt. Havet är nära Portmarnock åt sydost. Närmaste större samhälle är Dublin, 12,4 km sydväst om Portmarnock. 
Klimatet i trakten är tempererat. 